# Martín de Bertendona
Martín de Bertendona y Goronda (Bilbao, Vizcaya, 1530 - 1607) fue un marino y almirante español, uno de los precursores de la Armada española previa a la gran reforma llevada a cabo siglos después por los Borbones. Durante el siglo XVI, las flotas europeas estaban básicamente formadas por navíos de particulares que se ponían al servicio de los monarcas en sus campañas militares. Estos navíos pertenecían principalmente a familias de marinos y comerciantes que artillaban sus barcos para proteger sus cargas del asalto de piratas y naciones rivales.
Su padre, Martín Jiménez de Bertendona, fue quien en 1554 trasladó al entonces príncipe Felipe, futuro Felipe II, hasta Inglaterra en su nave con el objeto de contraer matrimonio con María Tudor. El príncipe Felipe eligió personalmente el barco de Bertendona de entre los muchos que le habrían de acompañar. 

## Biografía
Desde joven, Martín de Bertendona se inició en la navegación militar, al tomar parte en batallas oceánicas durante las guerras contra Francia, ganándose pronto la confianza de sus mandos. Posteriormente, servirá en la Armada española de los conflictos de Flandes, destacándose en las acciones del final del gobierno del duque de Alba sobre aquel territorio, especialmente tras la derrota naval de Enckhuyssen de 1573.
Fue incorporado a las unidades navales del nuevo gobernador Luis de Requesens, quien, a diferencia de su antecesor, intentó llevar una política de pacificación. A pesar de los esfuerzos de Requesens, Bertendona hubo de participar en el socorro de Middelburg durante 1574, al haberse rebelado de nuevo la mayoría de las provincias flamencas. En el período comprendido entre la Unión de Utrecht de 1579 y la capitulación de Amberes de 1585, Martín de Bertendona asciende rápidamente por su valía y conocimientos náuticos, siendo nombrado entonces General de la Armada. 
A partir de 1587 tomó parte activa en los preparativos de la Grande y Felicísima Armada, asumiendo el mando de la Escuadra de Levante o Escuadra de Italia, compuesta nueve naves, en los ataques contra la costa británica de 1588. 
Su nave era en aquel tiempo La Ragazzona, un poderoso galeón de 1.549 toneladas de carga total, 36 metros de eslora y con 30 cañones. Sin embargo, tras el desastre de la flota, el regreso de Bertendona a La Coruña resultó complejo hasta el extremo, pues como consecuencia de los temporales La Ragazzona terminó encallada en Ferrol, prácticamente con las cuadernas a la vista por la furia de las olas. No obstante, pudieron recuperarse los grandes cañones del navío, que sirvieron en 1589 para defender la costa gallega contra los ingleses. 
Entre 1590 y la muerte de Felipe II en 1598, Bertendona formó parte de la expedición de las Azores de 1591, donde sería derrotada la flota británica en la batalla de Flores, logrando capturar el HMS Revenge, y a su capitán, Sir Richard Grenville. Tras esta campaña, se hizo con el mando de las escuadras ligeras del Atlántico para mantener el paso abierto desde el Cantábrico a Calais.
Entre 1602 y 1603 concertó con el rey Felipe III, a través del almirante Luis Fajardo, un asiento para la construcción de diez galeones en astilleros vascos, médula espinal de la Escuadra de Vizcaya y, por tanto, de la Escuadra del Cantábrico, a fin de contraatacar a los enemigos anglo-holandeses. Sin embargo, moriría tiempo después, en 1607, sin ver concluidos todos sus esfuerzos para la defensa del litoral septentrional de la Península.
En marzo de 2013, cuatro siglos después de hundirse, se anunció que posiblemente había sido localizado su buque, La Ragazzona, hundido en 1588, en las inmediaciones de la ría de Ferrol.